# Otice
Otice är en ort i Tjeckien.   Den ligger i distriktet Opava och regionen Mähren-Schlesien, i den östra delen av landet, 250 km öster om huvudstaden Prag. Otice ligger 262 meter över havet och antalet invånare är 1 292.
Terrängen runt Otice är platt norrut, men söderut är den kuperad. Runt Otice är det ganska tätbefolkat, med 124 invånare per kvadratkilometer. Närmaste större samhälle är Opava, 3,4 km nordost om Otice. I omgivningarna runt Otice växer i huvudsak blandskog.